# Voltage-controlled filter
Voltage-controlled filter förkortat VCF är ett spänningsstyrt filter vars driftegenskaper (främst gränsfrekvens ) kan ställas in av en ingångsstyrspänning. En styrspänning kan inte bara kontrollera brytfrekvens utan också resonans och i vissa fall typ.  Ett VCF är ett vanligt byggblock i  elektronikkonstruktion och används i bland annat synthesizers samtradio- och tv-apparater.

Avbildning av gränsfrekvensen för ett lågpassfilter, som visar Butterworth-svar

En musiksyntes VCF tillåter att dess gränsfrekvens, och ibland dess Q-faktor (resonans vid gränsfrekvensen), kontinuerligt varieras. Filterutgångarna inkluderar ofta ett lågpassvar, och ibland högpassvar, bandpass eller notch-svar. Vissa musikaliska VCF:er erbjuder en variabel lutning som bestämmer dämpningshastigheten utanför bandpasset, ofta med 6 dB/oktav, 12 dB/oktav, 18 dB/oktav eller 24 dB/oktav (en-, två-, tre- respektive fyrpoliga filter). I modulära analoga synthesizers tar VCF:er emot insignal från signalkällor, som oscillatorer och brus, eller utsignalen från andra processorer. Genom att variera gränsfrekvensen passerar eller dämpar filtret delar av insignalen. 
I vissa populära elektroniska musikstilar har "filtersvep" blivit en vanlig effekt. Dessa svep skapas genom att variera gränsfrekvensen för VCF (ibland mycket långsamt). Att styra cutoff med hjälp av en transient spänningskontroll, som en envelopgenerator, kan, speciellt med relativt snabba attackinställningar, simulera attacktransienter hos naturliga eller akustiska instrument.
Historiskt har musikaliska VCF:er variabel återkoppling som skapar en responstopp (Q) vid gränsfrekvensen. Denna topp kan vara ganska framträdande, och när filtrets frekvens svepes av en kontroll, resonerar partier som finns i insignalen. Vissa filter är utformade för att ge tillräckligt med feedback för att gå in i självsvängning, vilket kan fungera som en sinusvågskälla.
ARP Instruments gjorde en multifunktions spänningsstyrd filtermodul som kan fungera stabilt vid ett Q över 100, och vara chockdrivet att vibrera som en vibrafonstång. Q var spänningsstyrbar, delvis med en panelmonterad kontroll. Dess interna krets var en klassisk analog datortillståndsvariabel "loop", som gav utgångar i kvadratur.
En VCF är ett exempel på ett aktivt icke-linjärt filter. Det karakteristiska musikaliska ljudet för en viss VCF beror på både dess linjära (småsignal) frekvenssvar och dess icke-linjära svar på ingångar med större amplitud.